# Aşağıhacıahmetli, Çiçekdağı
Aşağıhacıahmetli là một xã thuộc huyện Çiçekdağı, tỉnh Kırşehir, Thổ Nhĩ Kỳ. Dân số thời điểm năm 2010 là 80 người.